# 一直一直是朋友
「一直一直是朋友」（日语：ずっとずっとトモダチ）為芦田愛菜的第二張單曲。2012年5月16日由環球音樂發行。

## 概要
- 本單曲分為初回生産限定版（CD+DVD）、普通版（只有CD）兩種形態販售。
- 2012年4月2日、由RecoChoku在 CD 上市之前先以來電鈴聲的形式販售。
- 2012年3月上旬進行錄音，2012年5月16日由環球唱片開始在全日本販售
- 本人使用三天便熟記舞步。

## 收錄曲
全收錄曲作曲者：浅利進吾
1. 一直一直是朋友 [4:12]
作詞：浅利進吾・渡辺なつみ（日语：渡辺なつみ）、編曲：h-wonder（日语：h-wonder）
  - 東京電視台動畫『寶石寵物 Kira☆Deco—!』片尾曲。
  - 東寶株式會社動畫電影『寶石寵物』主題曲。
2. Happy Lucky ☆ Go!（ハッピーラッキー☆ゴー!） [3:43]
作詞：浅利進吾・渡辺なつみ、編曲：h-wonder
  - 東京電視台動畫『寶石寵物 Kira☆Deco—!』片頭曲。
3. 七色野餐（なないろピクニック） [3:31]
作詞・編曲：浅利進吾
  - 7&I控股電視廣告「レッツ! おでかけフェア」主題曲
4. 一直一直是朋友（無人聲版）
5. Happy Lucky ☆ Go!（無人聲版）
6. 七色野餐（無人聲版）

DVD
- 一直一直是朋友（MUSIC VIDEO）
- 一直一直是朋友 舞蹈教學片段

## 備註
1. ↑  .   [2012-05-30]. （原始内容存档于2012-06-03）.

## 外部連結
- 芦田 愛菜 | 環球唱片官網